# Мударисова, Нурия Галихановна
Нурия Галихановна Мударисова (Нуртдинова) (род. 7 ноября 1963, с. Исанбаево, Илишевский район, Башкирская АССР) — российская спортсменка, мастер спорта России международного класса (1996) по полиатлону. Выдающийся спортсмен РБ (1999).

## Биография
Нурия Галиханова Мударисова окончила Челябинский институт физической культуры (1994). Воспитанница спортклуба «Содовик» и спортивно-технического клуба РОСТО (г. Стерлитамак, тренер М. З. Мударисов).
Преподаватель ГАО УСПО «Стерлитамакский техникум физической культуры» город Стерлитамак.

## Награды и звания
- Чемпионка Европы (2-кратная, 1995), СССР (4-кратная, 1988-90), РСФСР (1986; 3-кратная, 1987 и 1988; 1990—91, России (2-кратная, 1992; 1994) и Спартакиады народов РСФСР (1986, 1990)
- Обладатель Кубков Европы (1992; 2-кратная, 1994; 3-кратная, 1995), СССР (5-кратная, 1988—1991), РСФСР (1983; 2-кратная, 1985, 1986, 1988 — 89; 2-кратная, 1990; 1991) и России (5-кратная, 1992—95)
- Серебряный и бронзовый призёр чемпионата Европы (1994)
- Серебряный призёр Кубков Европы (1992, 1994)
- Многократный серебряный и бронзовый призёр чемпионатов СССР, РСФСР и России.
- Член сборных команд СССР (1987—1991), России (1992—95).